# Okres Kamienna Góra
Okres Kamienna Góra (polsky Powiat kamiennogórski) je okres v polském Dolnoslezském vojvodství u hranic s Českou republikou. Rozlohu má 395,17 km² a v roce 2023 zde žilo 40 319 obyvatel. Sídlem správy okresu je město Kamienna Góra.

## Geografie
Na západě sousedí s okresem Krkonoše, na severu s okresem Jawor, na východě s okresem Valbřich. Na jihu sousedí s Českem (Královéhradecký kraj).

## Gminy
Městská:
- Kamienna Góra

Městsko-vesnická:
- Lubawka

Vesnické:
- Kamienna Góra
- Marciszów

## Města
- Kamienna Góra
- Lubawka

## Sousední okresy
| Růžice kompasu | Jelenia Góra | Jawor               | Svídnice | Růžice kompasu |
| Růžice kompasu | Jelenia Góra | Sever               | Valbřich | Růžice kompasu |
| Růžice kompasu | Jelenia Góra | Okres Kamienna Góra | Valbřich | Růžice kompasu |
| Růžice kompasu | Jelenia Góra | Jih                 | Valbřich | Růžice kompasu |
| Růžice kompasu | Trutnov      | Trutnov             | Náchod   | Růžice kompasu |